# جان مک‌اینتایر
جان مَک‌اینتایر (انگلیسی: John McIntire؛ ۲۷ ژوئن ۱۹۰۷ - ۳۰ ژانویهٔ ۱۹۹۱ (۸۳ سال)) یک هنرپیشهٔ آمریکایی بود. وی بین سال‌های ۱۹۳۲ تا ۱۹۸۹ میلادی فعالیت می‌کرد.

## اوایل زندگی
جان، فرزند بایرون ‌جین مک‌اینتایر و چَستین ‌اورِتا هریک مک‌اینتایر، در شهر اسپوکِین واشینگتن به‌دنیا‌آمد. او عمدتاً در شهر یوریکا و در اطراف مزارع رشد نمود و سپس در شهر سانتا مونیکا زندگی کرد. او دو سال در دانشگاه کالیفرنیای جنوبی درس خواند و سپس ترک‌ تحصیل کرد.

## دوران کاری
مک‌اینتایر هُنر را در رادیو و در سریال رادیویی «Tarzan and the Diamond of Asher» آغاز کرد و از این طریق با همسر آینده‌اش جانِت نولان آشنا شد. او نقش اصلی را در درام رادیویی «The Adventures of Bill Lance» پخش شده از یک ایستگاه رادیویی لس‌آنجلس داشت و همچنین اولین هنرمندی بود که نقش اصلی را در درام رادیویی «Crime Doctor» از رادیو سی بی اس بازی کرد. مک‌اینتایر در قسمتی از درام وسترن رادیویی دود اسلحه در رادیو سی‌بی‌اس نقش پدرِ خانم کیتی را ایفا می‌کند. او همچنین یک نقش معمولی را در سریال پلیسی شهر برهنه در شبکه ای‌بی‌سی دریافت کرد. مک‌اینتایر از ژانویه تا می سال ۱۹۶۱ برای ایفای نقش مکمل پا کنفیلد در درام جنگی «The Americans» انتخاب شد:۳۹.

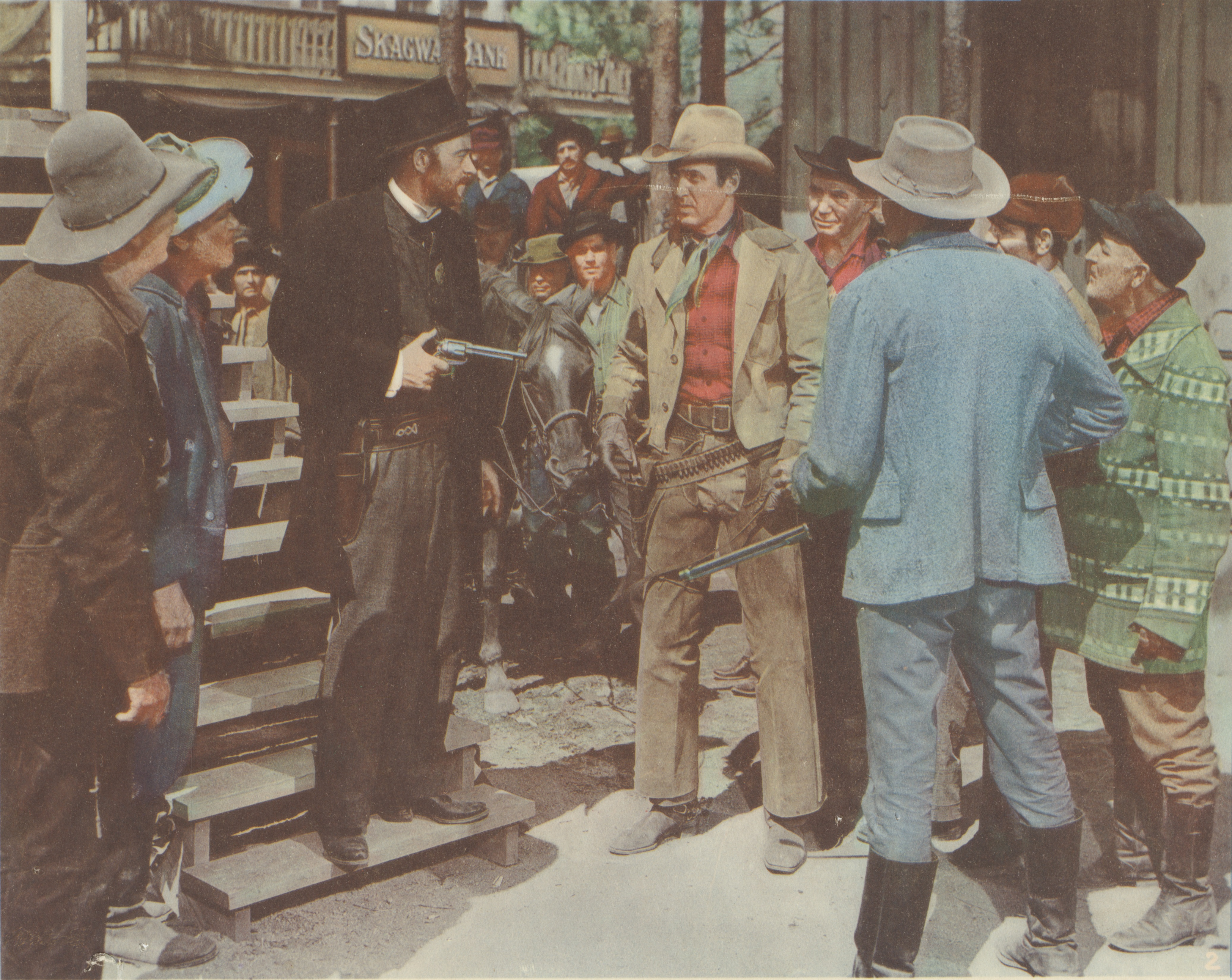
تصویر مک‌اینتایر و جیمز استوارت در فیلم «The Far Country (۱۹۵۵)»

او قبل از هر فعالیت مهم بازیگری در سینما و تلویزیون، در تئاتر فعال بود و اگرچه هرگز نقش اصلی را در یک فیلم تئاتر (انگلیسی: theatrical film) بازی نکرده‌ بود، تلویزیون برجسته‌ترین و طولانی‌ترین نقش را در  بیش از ۱۵٠ قسمتِ سریال «Wagon Train» در طی سال‌های ۱۹۶۱ تا ۱۹۶۵ برایش فراهم آورد:۱۱۴۷. 

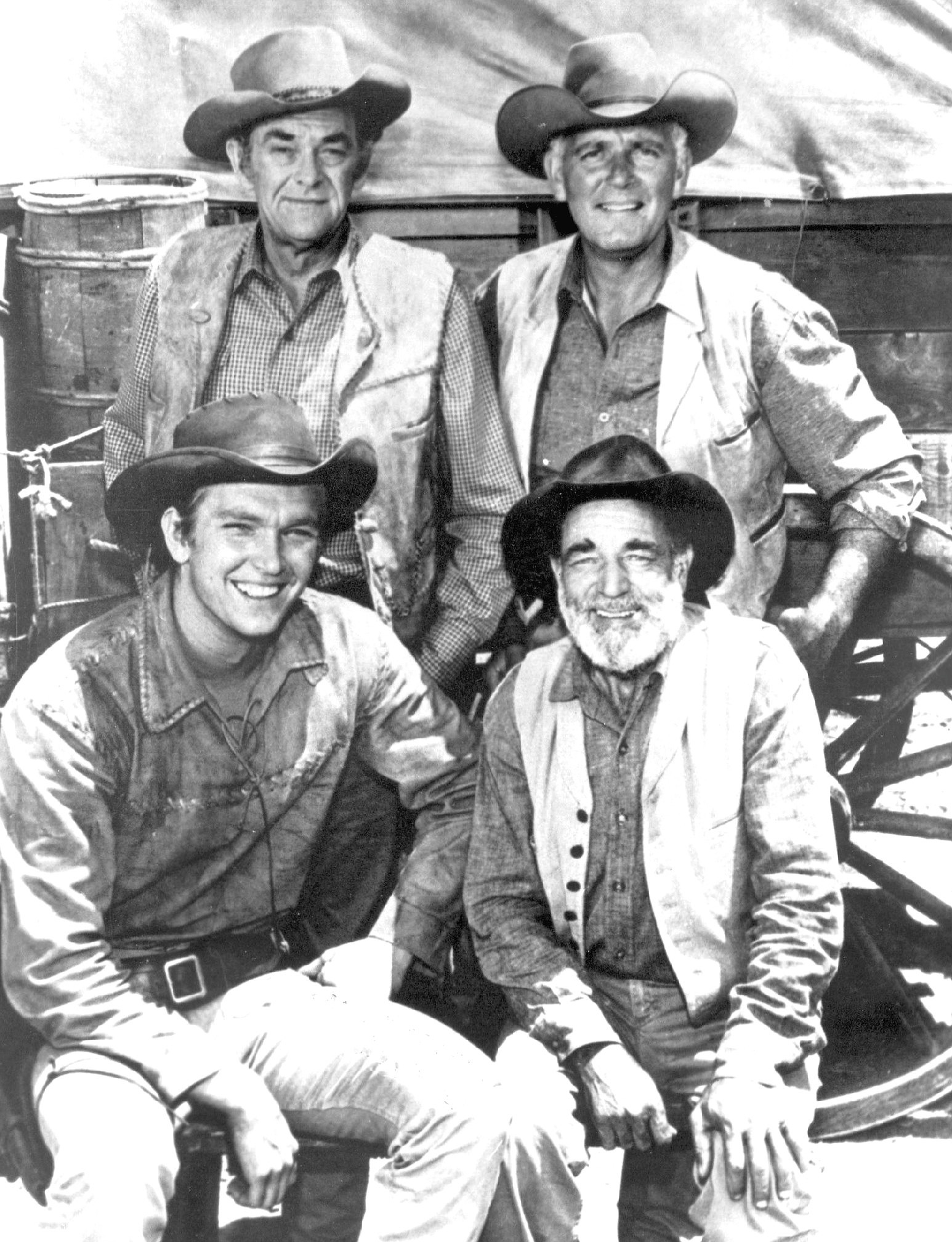
فیلم «Wagon Train»،
بازیگران (از بالا سمت چپ در جهت عقربه‌های ساعت) جان مک‌اینتایر در نقش «کریس هیل»، تيری ويلسون، فرانک مک‌گراث و دنی میلر در سال ۱۹۶۲

مک‌اینتایر در سال ۱۹۶۷ با مرگ چارلز بیکفورد در سریال ویرجینیایی، جایگزین او در نقش «کلی گرینگر» شد:۱۱۴۳-۱۱۴۴.

## زندگی شخصی

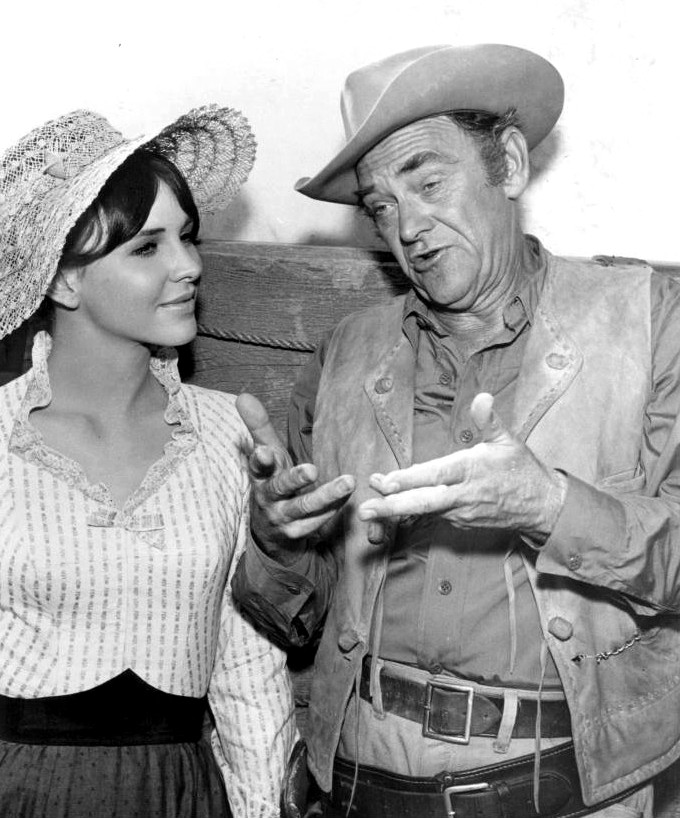
مک‌اینتایر و دخترش هالی رایت در فیلم «Wagon Train (۱۹۶۲)»

مک‌اینتایر در ۲۶ اوت ۱۹۳۵ با هنرپیشهٔ آمریکایی جانت نولان ازدواج کرد و این زوج صاحب دو فرزند شدند که یکی از آنها بازیگر مهم تیم مک‌اینتایر بود. دختر آنها هالی رایت نیز بازیگر بود و در دو قسمت از سریال «Wagon Train» ظاهر گردید و بعداً عکاس شد.
مک‌اینتایر در ۳۰ ژانویه ۱۹۹۱ (در سن ۸۳ سالگی) بر اثر آمفیزم و سرطان ریه در بیمارستان سنت لوک در پاسادینا، کالیفرنیا درگذشت.

## فیلم‌شناسی
برخی فیلم‌ها یا برنامه‌های تلویزیونی که وی در آن نقش داشته‌ است: 
- دوره‌گردها (۱۹۴۷)
- کمین (فیلم ۱۹۵۰) (۱۹۵۰)
- آواز غمگین برای من نخوان (۱۹۵۰)
- جنگل آسفالت (۱۹۵۰)
- وینچستر ۷۳ (۱۹۵۰)
- قمارباز میسیسیپی (۱۹۵۳)
- آپاچی (۱۹۵۴)
- دور از همه قایق‌ها (۱۹۵۶)
- ستاره حلبی (فیلم) (۱۹۵۷)
- روانی (۱۹۶۰)
- المر گنتری (فیلم) (۱۹۶۰)
- تابستان و دود (۱۹۶۱)
- روستر کاگبرن (فیلم) (۱۹۷۵)
- نجات‌دهندگان (۱۹۷۷)
- روباه و سگ شکاری (۱۹۸۱)
- مرد هانکی‌تانک (۱۹۸۲)
- ماجرای مرموز و پرالتهاب  (۱۹۸۴)
- ترنر و هوک (۱۹۸۹)